# Мисник, Михаил Иванович
Михаил Иванович Мисник (14 ноября 1913 года — 28 мая 1999 года) — советский государственный деятель.

## Биография
Михаил Иванович Мисник родился с. Краснополье, Кролевецкого уезда, Черниговская губерния.
В 1938 году в г. Владивостоке окончил с отличием Дальневосточный Политехнический институт.

##### Послужной список
- 1930 — тальман торгового порта, г. Владивосток.
- 1930 по 1931 — инструктор по профработе Крайкома союза местного транспорта, г. Хабаровск.
- 1931 по 1932 — токарь, г. Усть-Камчатский Камчатской области.
- 1932 по 1938 — студент Дальневосточного политехнического института, г. Владивосток.
- 1938 по 1941 — начальник электростанции, главный энергетик завода № 389, г. Черемхово Иркутской области.
- 1941 по 1950 — главный механик и энергетик, заместитель директора, директор завода № 364, г. Комсомольск на Амуре.
- 1950 по 1951 — заведующий отделом легкой промышленности хабаровского Крайкома ВКП(б).
- 1951 по 1952 — секретарь хабаровского Крайкома ВКП(б).
- 1952 по 1953 — заместитель Министра рыбной промышленности СССР.
- 1953 — уполномоченный Министерства легкой и пищевой промышленности СССР по рыбной промышленности Дальнего Востока.
- 1953 по 1954 — начальник Главдальвостокрыбпрома.
- 1954 по 1956 — заместитель Председателя хабаровского Крайисполкома.
- 1956 — заместитель Министра рыбной промышленности СССР.
- 1956 по 1957 — заместитель Министра рыбной промышленности РСФСР.
- 1957 по 1960 — Председатель хабаровского Совнархоза.
- 1960 по 1966 — первый заместитель Председателя Госплана РСФСР.
- 1966 по 1973 — заместитель Председателя Госплана СССР.
- 1973 по 1984 — заместитель Председателя комиссии Президиума Совета Министров СССР.
- 1984 по 1998 — персональный пенсионер союзного значения.

Умер 28 мая 1999 года, похоронен в  Москве на Троекуровском кладбище.

## Партийная и общественная жизнь
- Член КПСС с 1943 года.

## Награды
- орден Ленина,
- орден Октябрьской революции,
- орден Отечественной войны I степени,
- орден Отечественной войны II степени,
- два ордена Трудового Красного Знамени,
- орден Знак Почета,
- орден Дружбы Народов,
- медали.